# Carex capitellata
Carex capitellata är en halvgräsart som beskrevs av Pierre Edmond Boissier och Benedict Balansa. Carex capitellata ingår i släktet starrar, och familjen halvgräs. Inga underarter finns listade i Catalogue of Life.